# Bob Gusch
Bob Gusch (* um 1950; † 14. April 2023) war ein US-amerikanischer Jazzmusiker (Saxophon, Klarinette, Flöte).

## Leben und Wirken
Gusch, der aus New Castle (Pennsylvania) stammte, besuchte die New Castle Senior High School; anschließend studierte er an der Dana School of Music der Youngstown State University. Nach seinem Abschluss 1976 setzte er seine Studien in Sonderpädagogik an der University of New Mexico fort, an der 1885 den Bachelor erwarb. In den folgenden Jahren war er als Musikpädagoge an mehreren Highschools tätig.
Als Musiker war Gusch in der Jazzszene von Albuquerque aktiv; u. a. spielte er in verschiedenen Genres von brasilianischem Choro bis hin zu Straight-ahead-Jazz. Aufnahmen entstanden 1995–97 mit dem Outpost Repertory Jazz Orchestra; außerdem spielte er mit einem Quintett brasilianische Musik, Reggae und kapverdische Musik, mit den Burque Jazz Bandits Jazz, Blues und Western Swing der 1920er- bis 40er-Jahre. Mit Dan Dowling (Gitarre, Gesang) und John Griffin (Kontrabass) gründete er das Bobcats Jazz Trio, das Swing, Standards, Blues und Latin-Jazz spielte; mit ihm nahm er das Album Music for the Sole (2022) auf. Darauf interpretieren sie Jazzstandards wie „Moonglow“, „Exactly Like You“, „Lady, Be Good“, „I’ll Be Seeing You“ und „Back Home Again in Indiana“.